# Thiaguinho (futsal)
Thiago Merces (Aracaju, 11 de Fevereiro de 1993), mais conhecido como Thiaguinho, é um futebolista e ex-jogador de futsal brasileiro. Atualmente joga futsal pelo Real Moitense.
No futsal, atuava como Ala/ Fixo, Thiaguinho atuou profissionalmente por 7 anos, foi escolhido um vez o melhor jogador jovem do mundo e chegou a defender a Seleção Brasileira de Futsal Sub-20.

## Carreira
Futsal
Thiaguinho começou a trajetória profissional de futsal em 2003, pelo colegial e escolinhas de base da sua cidade e com passagens pelo Real Moitense, Itabaiana Futsal, Carlos Barbosa e Brasil Kirin/Magnus/Sorocaba, foi campeão do JUBS conhecido como jogos universitarios pela Universidade UNIT, times esses que defendeu nas quadras, onde em oito anos, conquistou dois campeonatos sergipanos, Copa TV Sergipe, Dois paulistas, Libertadores e Campeonato Sul-Americano Sub-20 e participou do um GranPrix pela Seleção Principal.

## Premios Individuais
Em 2008/2009, foi escolhido pela Futsal Awards como o melhor jogador jovem do mundo.

## Referencia
1. ↑  «SUDAMERICANO SUB-20 FUTSAL: BRASIL LEVANTA LA COPA DEL TORNEO». FPF
2. ↑  www.cbfs.com.br http://www.cbfs.com.br/. Consultado em 29 de agosto de 2024 Em falta ou vazio |título= (ajuda)
3. ↑  «Melhor jogador do futsal do Nordeste é de Aracaju». Jornal Cinform